# هفت ابزار کنترل کیفیت
هفت ابزار کنترل کیفیت (انگلیسی: Seven Basic Tools of Quality) به نمودارها و تکنیک‌های گرافیکی اطلاق می‌گردد، که در راستای شناسایی و عیب‌زدایی مسائل مرتبط با کیفیت مورد استفاده قرار می‌گیرند. هفت ابزار کنترل کیفیت عبارتند از: نمودار پارتو، نمونه‌گیری طبقه‌بندی‌شده، نمودار نقطه‌ای، نمودار توالی، هیستوگرام، نمودار کنترل و برگه تست.

نمونه ها
نمودار علت و معلول
چک لیست
نمودار کنترل
هیستوگرام
نمودار پارتو
نمودار نقطه ای
روندنما
نمودار توالی